# Manas (budismo inicial)
Manas (páli) é um dos três termos sobrepostos usados nos nikayas para se referir à mente, sendo os outros citta e viññāṇa. Cada um é às vezes usado no sentido genérico e não técnico da "mente" em geral, e os três são usados em sequência para se referir aos processos mentais da pessoa como um todo. Seus usos principais são, no entanto, distintos  Na distinção da Abhidhamma Pitaka do budismo teravada, mana ou mano é uma espécie de noção da mente como um todo, enquanto citta é cada uma das etapas ou processos instantâneos da mente, e viññāṇa é uma das várias formas de cittas, também sendo um passo de um vithi ou procedimento mental, que é uma sequência ordenada de cittas. 
Manas frequentemente indica a faculdade de pensamento geral. O pensamento está intimamente associado às volições, porque a atividade mental é uma das maneiras pelas quais as volições se manifestam: "Tendo desejado, a pessoa age através do corpo, da fala e dos pensamentos". Além disso, a disposição é descrita em termos de pensamento deliberado.
O pensamento não deliberado é frequentemente uma expressão de tendências latentes (anusaya), que são condicionadas pelo nexo volitivo do passado.
O termo não é usado na descrição do processo cognitivo nos primeiros textos, além do papel preliminar de manodhātu. As atividades discursivas do processo cognitivo são mais a função de saññā, junto com "raciocínio" e "tornar múltiplo". Isso sugere que o "pensamento" realizado por manas está mais intimamente ligado à volição do que aos processos discursivos associados à apercepção. Manas é principalmente a atividade mental que se segue de volições, seja imediatamente ou separadas pelo tempo e causadas pela ativação de uma tendência latente.